# Diéval
Diéval település Franciaországban, Pas-de-Calais megyében. Lakosainak száma 715 fő (2022. január 1.). Diéval Camblain-Châtelain, Ourton, La Thieuloye, Bajus, Bours és La Comté községekkel határos.

## Népesség
A település népességének változása:
| Lakosok száma | 771  | 751  | 759  | 750  | 742  | 733  | 725  | 721  | 715  |
|               | 2013 | 2015 | 2016 | 2017 | 2018 | 2019 | 2020 | 2021 | 2022 |